# Andrzej Hieronim Zamoyski

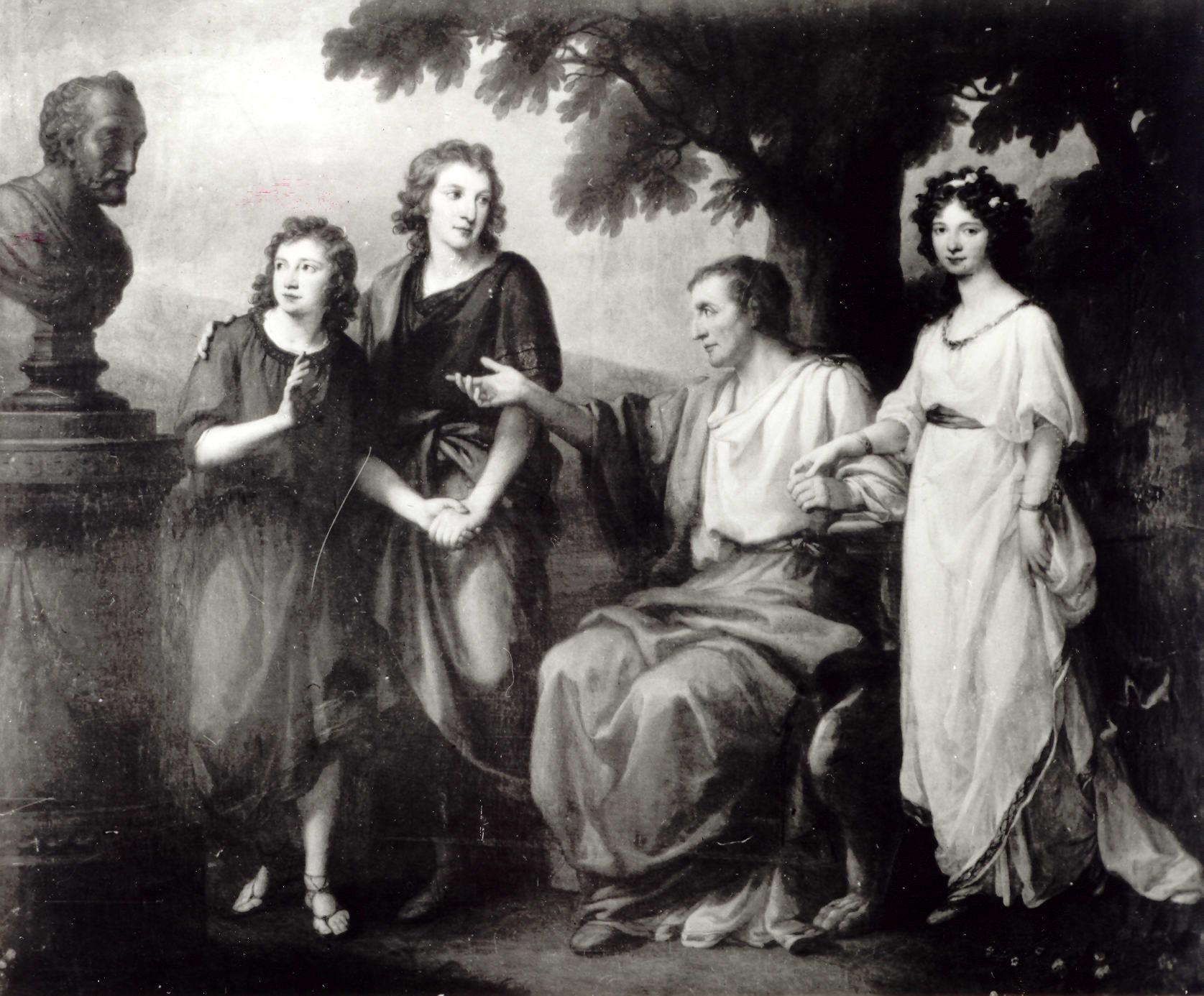
Angelika Kauffmann, Kanclerz Andrzej Zamoyski z dziećmi przed popiersiem Jana Zamoyskiego (1793)

Andrzej (Jędrzej) Hieronim Franciszek Zamoyski herbu Jelita (ur. 12 lutego 1716 w Bieżuniu, zm. 10 lutego 1792 w Zamościu) – kanclerz wielki koronny w latach 1764–1767, marszałek Trybunału Głównego Koronnego w 1761 roku, wojewoda inowrocławski w latach 1757–1764, członek Komisji Edukacji Narodowej w latach 1773–1783, starosta halicki, lubelski, brodnicki i rostocki, prezes i asesor Kompanii Manufaktur Uprzywilejowanej w 1769, polityk, prawnik, pamiętnikarz, twórca tzw. Kodeksu Zamoyskiego.

## Życiorys
Urodził się jako trzeci syn wojewody Michała Zdzisława Zamoyskiego, i Anny z Działyńskich (wojewodzianka chełmińska). Przez 5 kolejnych lat (1726–1731) pobierał nauki poza granicami Polski. Początkowo był to Lipsk, później prawdopodobnie Praga i jedno z miast włoskich. W roku 1733 (12 września) podpisał, wraz z całą rodziną Zamoyskich, elekcję Stanisława Leszczyńskiego. W latach 1735–1740 (prawdopodobnie) kontynuował studia zagraniczne, początkowo w Paryżu, a następnie (1738–1739) w Ritter-Akademie w Legnicy. W roku 1742 dokonano podziału majątku po zmarłych rodzicach, dzięki któremu Zamoyski otrzymał tzw. schedę drugą obejmującą dobra: bieżuńskie, kutniańskie i część beresteckich. Przez 9 lat (1745–1754) pełnił służbę wojskową w wojskach saskich, głównie w regimencie szefostwa ks. Albrechta (doszedł w nim do stopnia pułkownika).

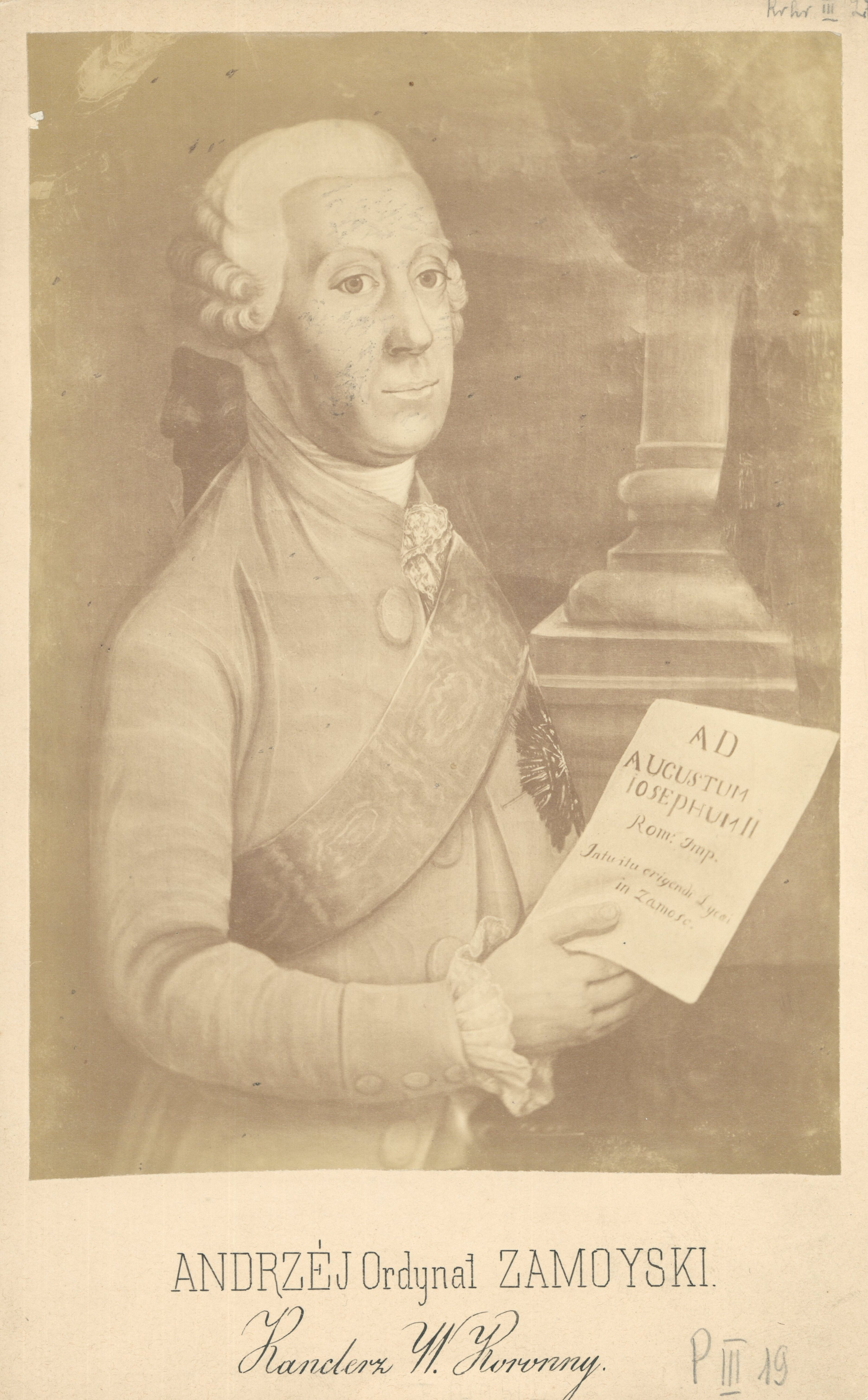
Andrzej Hieronim Zamoyski, grafika z ok. 1875 r.

W roku 1764 był jednym z przywódców obozu Familii i inicjatorem reform ustrojowych sejmu konwokacyjnego, członkiem konfederacji Czartoryskich. Był konsyliarzem konfederacji generalnej 1764 roku. Był elektorem Stanisława Augusta Poniatowskiego z inowrocławskiego. W 1766 roku został prezesem Komisji Menniczej.
W 1767 złożył kanclerstwo w proteście przeciwko porwaniu przez Rosjan senatorów na Sejmie Repninowskim, tytułując się odtąd "ex-kanclerzem". Był człowiekiem kierującym się ideałami Oświecenia, a w kwestii ustroju politycznego pod wpływem Monteskiusza opowiadał się za trójpodziałem władzy. Od 1776 opracowywał kodyfikację prawa Rzeczypospolitej, znaną jako Kodeks Andrzeja Zamoyskiego, odrzuconą przez sejm w 1780 w wyniku intrygi nuncjusza papieskiego i ambasadora rosyjskiego. Andrzej Zamoyski przyczyniał się do wszechstronnego rozwoju swoich włości. W duchu oświeceniowym zniósł pańszczyznę w kluczu kutnowskim w 1767 i zastąpił ją czynszem.
Z ordynatem blisko współpracował, a nawet wychowywał jego synów Stanisław Staszic, w którego twórczości (Uwagi nad życiem Jana Zamoyskiego, Przestrogi dla Polski) słychać echo poglądów Andrzeja Zamoyskiego. Na Sejmie Rozbiorowym 1773-1775 został członkiem Komisji Edukacji Narodowej. W 1758 został kawalerem Orderu Orła Białego.
Był członkiem komisji pełnomocnej lwowskiej, powołanej w 1790 roku dla układów z Leopoldem II Habsburgiem.

## Twórczość

### Ważniejsze mowy i utwory
1. Mowa... na Senatus Consilium w Warszawie na dzień 13 maja 1761 determinowanym miana, brak miejsca wydania (1761); rękopis: Biblioteka Uniwersytetu Lwowskiego sygn. 90
2. Mowa... na Senatus Consilium w Warszawie die 26 Oktobris Anno 1762, brak miejsca wydania (1762); rękopis: Biblioteka Uniwersytetu Warszawskiego sygn. 99
3. Mowa... na Senatus Consilium dnia 8 marca 1763 roku, brak miejsca wydania (1763); wyd. ponadto osobną mowę z 7 listopada 1763 r.; rękopisy: Biblioteka Uniwersytetu Warszawskiego sygn. 122, Archiwum Główne Akt Dawnych (BOZ), Ossolineum sygn. 6613/II
4. Mowa... na Sejmie Convocationis dnia 16 maja 1764 roku w Warszawie miana, (Warszawa 1764); wyd. ponadto osobne mowy sejmowe z: 7 czerwca i 17 września 1764 r.; fragm. mów przedr.: W. T. Kisielewski: Reforma książąt Czartoryskich na Sejmie Konwokacyjnym r. 1764, Sambor 1880, s. 244-249, 270-273; J. Michalski w: Historia Polski 1764-1795. Wybór tekstów, Warszawa 1954; S. Tync w: Komisja Edukacji Narodowej. Wybór źródeł, Wrocław (1954) "Biblioteka Narodowa" seria I, nr 126 (pt. Pierwsza myśl o wychowaniu państwowym); rękopisy: Biblioteka Uniwersytetu Warszawskiego sygn. 122 (tu też mowa miana na Sejmie Koronacyjnym 20 grudnia 1764 r.), Biblioteka Kórnicka sygn. 455, 909
5. Mowa... na akcie przysięgi Ordynacji, dnia 9 czerwca 1767 na kolegiacie zamojskiej miana, brak miejsca wydania (1767); Estreicher jej nie notuje; inform. R. Orłowski  (s. 306)
6. Dzieje Polski, czyli przypadki znaczniejsze w roku 1768 zdarzone t. 2, rękopis: Biblioteka Narodowa (BOZ sygn. 1189, s. 1-249), także Biblioteka Kórnicka sygn. 1355, (ułamkowy pamiętnik)
7. Suum cuique, brak miejsca wydania (1771?); wyd. następne (pod nazwiskiem S. Konarskiego) z rękopisu Ossolineum sygn. 951/I ogł. R. Pilat, "Przegląd Polski" rocznik 4 (1869), t. 4, s. 417-430, (autorstwo sporne, pierwotnie przypisywane S. Konarskiemu, następnie A. K. Czartoryskiemu przy współpracy A. Naruszewicza)
8. Zbiór prac sądowych na mocy konstytucji roku 1776 ułożony cz. 1-3, Warszawa 1778; wyd. następne: oprac. W. Dutkiewicz, Warszawa 1874; fragmenty przedr. B. Suchodolski w: Idee społeczne doby stanisławowskiej, Warszawa 1948; redakcję 1. z oryginału Biblioteki Kórnickiej ogł. B. Leśnodorski w: Dzieło Sejmu Czteroletniego (1788-1792), Wrocław 1951, (jednym ze współautorów i współredaktorów był J. Wybicki); przekł. niemiecki (1780)
9. O czynszach i oczynszowaniu w Polsce, rękopis: Biblioteka Uniwersytetu Lwowskiego sygn. 5155.

Ponadto W. Smoleński przypisywał mu autorstwo utworów J. Pawlikowskiego: O poddanych polskich (1788), Myśli polityczne dla Polski (1789),  2 rozprawek: O ustanowieniu porządku w nauce prawa cywilnego i O założeniu zgromadzenia prawnych ludzi (1772) oraz publikacji Pamiętnik II. O prawach politycznych i o prawach fundamentalnych (1772).

### Listy i materiały
1. Korespondencja rodzinna, rękopis: Ossolineum sygn. 2683/I pt. Listy Zamoyskich 1719-1772
2. Korespondencja z lat 1726–1792, m.in. z ojcem, braćmi (Tomaszem i Janem Jakubem), Katarzyną II z roku 1763 (sygn. 1792, 1803), Stanisławem Augustem oraz listy prywatne i urzędowe; rękopisy: Archiwum Główne Akt Dawnych: BOZ, Księgi Kanclerskie; wykorzystał i omówił R. Orłowski: Działalność społeczno-gospodarcza A. Zamoyskiego (1757-1792), Lublin 1965 "Uniwersytet Marii Curie-Skłodowskiej w Lublinie. Wydział Humanistyczny"
3. Korespondencja z: bratem Janem Jakubem, królem Stanisławem Augustem, rękopisy Państwowego Centralnego Archiwum Historycznego w Kijowie f. 256; wykorzystał i omówił R. Orłowski jak wyżej; bardziej szczegółowy zestaw listów podaje P. Bańkowski: Polskie archiwa magnackie w Centralnym Archiwum Historycznym w Kijowie, "Archeion" t. 40 (1964), s. 183-186
4. Do S. Konarskiego z 21 kwietnia 1761 w: S. Konarski: O skutecznym rad sposobie t. 2, Warszawa 1761, s. 246
5. Do Fryderyka Krystiana, elektora saskiego z roku 1763, rękopis: Ossolineum sygn. 12770A/II
6. Korespondencja ze Stanisławem Augustem, rękopisy: Biblioteka Czartoryskich sygn. 680, 688, 695, 700, 932 (zobacz także poz. 2-3); list Stanisława Augusta z roku 1769 ogł. K. Sienkiewicz w: Skarbiec historii polskiej t. 1, Paryż 1839 (1840)
7. Korespondencja z Józefem Janem Mniszchem w zbiorze z lat 1766–1794, rękopis: Ossolineum sygn. 8044/I
8. Do Stanisława Małachowskiego z 12 czerwca 1791, "Gazeta Narodowa i Obca" 1791 nr 50; przedr. W. Smoleński: Publicyści anonimowi z końca w. XVIII, "Przegląd Historyczny" t. 14 (1912), s. 336, także w odb.
9. Do J. Wybickiego z 20 sierpnia 1791, ogł. w: Dodatek do pamiętników Wybickiego odnoszący się do życia A. Zamoyskiego, Poznań 1842, s. 29-31; przedr. A. M. Skałkowski: Archiwum Wybickiego t. 1, Gdańsk 1948, s. 149-150
10. Od Jacka Małachowskiego z 8 sierpnia 1762, rękopis: Ossolineum sygn. 11888/II
11. Od J. Chreptowicza z lat 1776–1777, ogł. A. M. Skałkowski: Archiwum Wybickiego t. 1, Gdańsk 1948, s. 44-47
12. Kopia metryki urodzenia, odpis z roku 1735, rękopis: Archiwum Główne Akt Dawnych (BOZ sygn. 586, k. 238)
13. Archiwum familijne, kontrakty dzierżawne, akty prawne, projekty reform, bruliony mów, pisma urzędowe; rękopisy jak wyżej poz. 2
14. Zeznania złożone przed sądem grodzkim krasnystawskim 2 stycznia 1787 i w styczniu 1789, rękopis jak wyżej poz. 3 (f.: 256, 1, 1975 i 256, 1, 2056)
15. Dokumenty do oczynszowania włościan w dobrach A. Zamoyskiego i instrukcje gospodarcze, ogł.: T. Lubomirski w: Rolnicza ludność w Polsce od XVI do XVIII w., Warszawa 1862 (dot. klucza bieżuńskiego); H. Stebelska w: Źródła do sprawy oczynszowania w dobrach mazowieckich A. Zamoyskiego, "Teki Archiwalne" t. 5, 1957 (dot. klucza bieżuńskiego i dóbr magnuszewskich); Instrukcje gospodarcze dla dóbr magnackich i szlacheckich z XVIII-XIX w., wyd. B. Baranowski, J. Bartyś, T. Sobczak, Wrocław 1963
16. Akta Ordynacji Zamojskiej, rękopisy: Wojewódzkie Archiwum Państwowe w Lublinie, wykorzystał R. Orłowski jak wyżej poz. 2.

O innych rękopisach z archiwum A. Zamoyskiego informuje ponadto P. Bańkowski: Dwa polskie archiwa magnackie w Bibliotece Ukraińskiej Akademii Naukowej w Kijowie, "Archeion" t. 40 (1964), s. 191-199.

## Wybrane opracowania dot. Zamoyskiego
1. M. Matuszewicz: Pamiętniki... 1714-1765 t. 1-4, Warszawa 1876
2. Listy pani Mniszchowej, żony marszałka w., pisane do matki, pani Zamoyskiej... 1787: wyd. J. I. Kraszewski, "Roczniki Towarzystwa Historyczno-Literackiego w Paryżu. R. 1866", Paryż 1867
3. Polska stanisławowska w oczach cudzoziemców: oprac. W. Zawadzki t. 1-2, (Warszawa) 1963 "Biblioteka Pamiętnikarzy Polskich i Obcych"
4. (Nekrolog): "Gazeta Narodowa i Obca" 1792 nr 13
5. S. Zamoyski: Ze wspomnień... 1775-1803, rękopis: Biblioteka Uniwersytetu Poznańskiego sygn. 44/II
6. J. Wybicki: Pamiętniki, (powst. w latach 1802–1817), oprac. i wydał A. M. Skałkowski pt. Życie moje oraz Wspomnienie o A. i Konstancji Zamoyskich, Kraków (1927) "Biblioteka Narodowa" seria I, nr 106
7. S. Staszic: Pochwała A. Zamoyskiego w: Dzieła t. 4, Warszawa 1816 i odb.
8. A. Chodkiewicz: Portrety wsławionych Polaków, Warszawa 1820
9. A. Magier: Estetyka miasta stołecznego Warszawy, (ukończ. około roku 1833), wyd. H. Szwankowska, komentarz historyczno-literacki oprac. J. W. Gomulicki, Wrocław 1963
10. J. U. Niemcewicz: Żywoty znacznych w XVIII w. ludzi, wyd. A. M. Kurpiel, Kraków 1904.